# ورزشگاه شهر آگسو
ورزشگاه شهر آگسو (به لاتین: Agsu City Stadium) یک ورزشگاه در جمهوری آذربایجان است که در آق‌سو (شهر) واقع شده‌است.